# ドバイエクセレンス
ドバイエクセレンス (Dubai Excellence) はイギリスで生産された競走馬。種牡馬となる際に取り違え事件に巻き込まれたことで話題となった。

## 経歴
競走馬としてはイギリスで走り、2歳時（2001年）にデビュー戦で勝利を挙げた。その後は腱の怪我により競走には出走できず、ダーレースタッドで療養していたが、2004年12月に種牡馬として売却された。
オーストラリアの競走馬生産者であるテッド・ヴァン・ヘイムストに30万ドル（約3300万円）で購入されたことによりオーストラリアに輸出されることになったが、後述の手違いによりウクライナへ輸出された。
本来ドバイエクセレンスが繋養される予定だったエヴァーグリーンスタッドファームにはサムード（ケープクロスの半弟）が到着した（2005年2月、この時点ではまだ取り違えは判明していない）。しかし到着したサムードはドバイエクセレンスより体高が低く、ドバイエクセレンスが競走馬時代に負った腱の傷跡がない、身元識別のマイクロチップが埋められていないなどの違いがあり、そのためDNA検査を行った結果、取り違えが明らかになった。
ドバイエクセレンスがオーストラリアへ輸出される際に検疫のために放牧されていた牧場にサムードも放牧されており、このため取り違えが起こったとされている。なお繁殖シーズン前だったため、サムードはオーストラリアでは種付けを行っていない。

## 血統表
| ドバイエクセレンスの血統ゼダーン系／Sir Gaylord 4×5=9.38%、Nasrullah 5×5=6.25%（父内） | ドバイエクセレンスの血統ゼダーン系／Sir Gaylord 4×5=9.38%、Nasrullah 5×5=6.25%（父内） | ドバイエクセレンスの血統ゼダーン系／Sir Gaylord 4×5=9.38%、Nasrullah 5×5=6.25%（父内） | （血統表の出典）  | （血統表の出典） |
| 父 Highest Honor 1983 芦毛                                                             | 父の父Kenmare 1975 芦毛                                                                | Kalamoun                                                                               | *ゼダーン         | *ゼダーン        |
| 父 Highest Honor 1983 芦毛                                                             | 父の父Kenmare 1975 芦毛                                                                | Kalamoun                                                                               | Kharunissa        |                  |
| 父 Highest Honor 1983 芦毛                                                             | 父の父Kenmare 1975 芦毛                                                                | Belle of Ireland                                                                       | Milesian          | Milesian         |
| 父 Highest Honor 1983 芦毛                                                             | 父の父Kenmare 1975 芦毛                                                                | Belle of Ireland                                                                       | Belle of the Ball |                  |
| 父 Highest Honor 1983 芦毛                                                             | 父の母High River 1978 鹿毛                                                             | Riverman                                                                               | Never Bend        | Never Bend       |
| 父 Highest Honor 1983 芦毛                                                             | 父の母High River 1978 鹿毛                                                             | Riverman                                                                               | River Lady        |                  |
| 父 Highest Honor 1983 芦毛                                                             | 父の母High River 1978 鹿毛                                                             | Hairbrush                                                                              | Sir Gaylord       | Sir Gaylord      |
| 父 Highest Honor 1983 芦毛                                                             | 父の母High River 1978 鹿毛                                                             | Hairbrush                                                                              | Bug Brush         |                  |
| 母 Colorado Dancer 1986 黒鹿毛                                                         | 母の父Shareef Dancer 1980 鹿毛                                                         | Northern Dancer                                                                        | Nearctic          | Nearctic         |
| 母 Colorado Dancer 1986 黒鹿毛                                                         | 母の父Shareef Dancer 1980 鹿毛                                                         | Northern Dancer                                                                        | Natalma           |                  |
| 母 Colorado Dancer 1986 黒鹿毛                                                         | 母の父Shareef Dancer 1980 鹿毛                                                         | Sweet Alliance                                                                         | Sir Ivor          | Sir Ivor         |
| 母 Colorado Dancer 1986 黒鹿毛                                                         | 母の父Shareef Dancer 1980 鹿毛                                                         | Sweet Alliance                                                                         | Mrs.Peterkin      |                  |
| 母 Colorado Dancer 1986 黒鹿毛                                                         | 母の母Fall Aspen 1976 栗毛                                                             | Pretense                                                                               | Endeavour         | Endeavour        |
| 母 Colorado Dancer 1986 黒鹿毛                                                         | 母の母Fall Aspen 1976 栗毛                                                             | Pretense                                                                               | Imitation         |                  |
| 母 Colorado Dancer 1986 黒鹿毛                                                         | 母の母Fall Aspen 1976 栗毛                                                             | Change Water                                                                           | Swaps             | Swaps            |
| 母 Colorado Dancer 1986 黒鹿毛                                                         | 母の母Fall Aspen 1976 栗毛                                                             | Change Water                                                                           | Portage F-No.4-m  |                  |

### 血統背景
半兄ドバイミレニアムと半弟ダージーも種牡馬入りしている。近親は以下のとおり。
- Northern Aspen（父Northern Dancer） － ゲイムリーステークス
- Hamas（父Danzig） － ジュライカップ
- Fort Wood（父Sadler's Wells） － パリ大賞典
- ティンバーカントリー（父Woodman）－プリークネスステークス、シャンペンステークス、ブリーダーズカップ・ジュヴェナイル
  - 上記は母Colorado Dancerの兄弟である。

母の母Fall Aspen（メイトロンステークス〈GI〉）が優秀な繁殖成績を残しており近親には活躍馬や種牡馬が多数揃っている。